# Marcus Coco
Pour les articles homonymes, voir Coco.
Marcus Coco, né le 24 juin 1996 aux Abymes (Guadeloupe), est un footballeur français qui évolue au poste de milieu de terrain.

## Biographie

### En club

#### Formation
Né le 24 juin 1996 aux Abymes, en Guadeloupe, Marcus Coco arrive en France métropolitaine en 2012 et passe brièvement par la JA Drancy puis l'ASJ Aubervilliers avant de débarquer en Bretagne où il dispute une première saison avec les moins de 19 ans de l'EA Guingamp. 

#### EA Guingamp
Il effectue ses premières apparitions en Ligue 1 lors de la saison 2014-2015 et joue son premier match professionnel le 14 janvier 2015 lors du quart de finale de Coupe de la Ligue contre l'AS Monaco. La saison suivante, après avoir été sélectionné pour la première fois en équipe de France espoirs en octobre 2015, il marque son premier but professionnel lors de la 26e journée de Ligue 1 contre le FC Girondins de Bordeaux.
Auteur de sa meilleure saison avec les professionnels lors de la saison 2016-2017 (4 buts, 2 passes décisives en championnat), il perd sa place sur le flanc gauche au profit de la recrue estivale Abdoul Camara. Si ce dernier ne se montre pas particulièrement plus tranchant, il voit également Jimmy Briand venir empiéter sur ses plates bandes. Antoine Kombouaré, bénéficiant d'un bel éventail de joueurs offensifs (Coco, Nicolas Benezet, Abdoul Camara, Yannis Salibur), l'entraîneur varie les compositions, utilisant notamment un 4-3-3 face au Toulouse FC (8e journée, 1-1) où Marcus Thuram officie à la pointe et Jimmy Briand sur le côté gauche. Des schémas tactiques qui poussent Marcus Coco sur le banc, ne connaissant que quatre titularisations en Ligue 1 entre août et novembre 2017 pour huit entrées en jeu.

#### FC Nantes
Le 16 juillet 2019, Marcus s'engage pour quatre ans en faveur du FC Nantes, club dans lequel il portera le numéro 8. Le transfert est estimé à trois millions d'euros.
Le 11 août 2019, pour son premier match au FC Nantes, il se blesse aux ligaments croisés face au LOSC Lille et ne joue plus pendant les sept mois suivants.
Le 4 juillet 2023, Marcus Coco prolonge son contrat au FC Nantes pour deux saisons supplémentaires, plus une en option,,.
Le 1er juillet 2025, le FC Nantes annonce le départ du joueur, libre de tout contrat.

### En équipe nationale
Marcus Coco est appelé en équipe de France espoirs pour la première fois en octobre 2015.
Le 10 octobre 2015, il joue son premier match face à l'Écosse en entrant en jeu à la place de Kingsley Coman.

## Statistiques
| Saison                | Club                  | Championnat           | Championnat | Championnat | Coupe nationale | Coupe nationale | Coupe de la Ligue | Coupe de la Ligue | Compétition(s) continentale(s) | Compétition(s) continentale(s) | Compétition(s) continentale(s) | Autres compétitions | Autres compétitions | Autres compétitions | Total | Total |
| Saison                | Club                  | Division              | M.          | B.          | M.              | B.              | M.                | B.                | Comp.                          | M.                             | B.                             | Comp.               | M.                  | B.                  | M.    | B.    |
| 2014-2015             | EA Guingamp           | Ligue 1               | 3           | 0           | 1               | 0               | 1                 | 0                 | -                              | -                              | -                              | -                   | -                   | -                   | 5     | 0     |
| 2015-2016             | EA Guingamp           | Ligue 1               | 30          | 1           | 2               | 0               | 1                 | 0                 | -                              | -                              | -                              | -                   | -                   | -                   | 33    | 1     |
| 2016-2017             | EA Guingamp           | Ligue 1               | 34          | 4           | 4               | 0               | 2                 | 0                 | -                              | -                              | -                              | -                   | -                   | -                   | 40    | 4     |
| 2017-2018             | EA Guingamp           | Ligue 1               | 29          | 2           | 2               | 1               | 1                 | 0                 | -                              | -                              | -                              | -                   | -                   | -                   | 32    | 3     |
| 2018-2019             | EA Guingamp           | Ligue 1               | 33          | 1           | 3               | 0               | 4                 | 0                 | -                              | -                              | -                              | -                   | -                   | -                   | 40    | 1     |
| Sous-total            | Sous-total            | Sous-total            | 129         | 8           | 12              | 1               | 9                 | 0                 | -                              | -                              | -                              | -                   | -                   | -                   | 150   | 9     |
| 2019-2020             | FC Nantes             | Ligue 1               | 1           | 0           | 0               | 0               | 0                 | 0                 | -                              | -                              | -                              | -                   | -                   | -                   | 1     | 0     |
| 2020-2021             | FC Nantes             | Ligue 1               | 32          | 0           | 3               | 0               | -                 | -                 | -                              | -                              | -                              | -                   | -                   | -                   | 35    | 0     |
| 2021-2022             | FC Nantes             | Ligue 1               | 24          | 1           | 4               | 0               | -                 | -                 | -                              | -                              | -                              | -                   | -                   | -                   | 28    | 1     |
| 2022-2023             | FC Nantes             | Ligue 1               | 26          | 1           | 5               | 0               | -                 | -                 | C3                             | 5                              | 0                              | TdC                 | 1                   | 0                   | 37    | 1     |
| 2023-2024             | FC Nantes             | Ligue 1               | 17          | 1           | 2               | 0               | -                 | -                 | -                              | -                              | -                              | -                   | -                   | -                   | 19    | 1     |
| Sous-total            | Sous-total            | Sous-total            | 100         | 3           | 14              | 0               | 0                 | 0                 | -                              | 5                              | 0                              | -                   | 1                   | 0                   | 120   | 3     |
| Total sur la carrière | Total sur la carrière | Total sur la carrière | 229         | 11          | 26              | 1               | 9                 | 0                 | -                              | 5                              | 0                              | -                   | 1                   | 0                   | 270   | 12    |

## Palmarès

### En club
| EA Guingamp                             | FC Nantes (1)                                                                                             |
| --------------------------------------- | --- |
| - Coupe de la Ligue - Finaliste : 2019. | - Coupe de France (1) - Vainqueur : 2022. - Finaliste : 2023. - Trophée des champions - Finaliste : 2022. |